# Västerljung
Västerljung är en tätort i Trosa kommun och kyrkbyn i Västerljungs socken, belägen mellan Södertälje och Nyköping cirka 6 km nordväst om Trosa och passeras av Nyköpingsbanan.

## Befolkningsutveckling
| Befolkningsutvecklingen i Västerljung 1990–2020 | Befolkningsutvecklingen i Västerljung 1990–2020 | Befolkningsutvecklingen i Västerljung 1990–2020 | Befolkningsutvecklingen i Västerljung 1990–2020 | Befolkningsutvecklingen i Västerljung 1990–2020 |
| ----------------------------------------------- | ----------------------------------------------- | ----------------------------------------------- | ----------------------------------------------- | ----------------------------------------------- |
|                                                 |                                                 |                                                 |                                                 |                                                 |
| År                                              |                                                 |                                                 | Folkmängd                                       | Areal (ha)                                      |
| 1990                                            | 1990                                            |                                                 | 217                                             | 28                                              |
| 1995                                            | 1995                                            |                                                 | 401                                             | 34                                              |
| 2000                                            | 2000                                            |                                                 | 383                                             | 34                                              |
| 2005                                            | 2005                                            |                                                 | 372                                             | 34                                              |
| 2010                                            | 2010                                            |                                                 | 398                                             | 36                                              |
| 2015                                            | 2015                                            |                                                 | 377                                             | 42                                              |
| 2020                                            | 2020                                            |                                                 | 388                                             | 42                                              |
| Anm.: Ny tätort 1990                            |                                                 |                                                 |                                                 |                                                 |